# Meghann Shaughnessy
Meghann Shaughnessy (* 13. April 1979 in Richmond, Virginia) ist eine ehemalige US-amerikanische Tennisspielerin.

## Leben und Karriere
Meghann Shaughnessy hat drei Geschwister. Ihr Onkel Dan Shaughnessy ist Kolumnist beim Boston Globe und hat ein Buch über die Boston Red Sox geschrieben.
Sie begann im Alter von sieben Jahren mit dem Tennissport. Im April 1996 schloss sie sich dem Profizirkus an. Bereits 1996 war sie Finalistin beim Juniorinnen-Turnier der French Open. Zu ihren Stärken zählte der Aufschlag. In ihren besten Zeiten war sie in der Lage, pro Match mehr als 20 Asse zu servieren.
Sie hatte bereits sechs ITF-Einzeltitel gewonnen, ehe sie im Jahr 2000 in Schanghai ihren ersten Sieg auf der WTA Tour feiern konnte. 1998 kletterte sie erstmals unter die Top 100 der Weltrangliste. 2001 war sie schon unter den 20 Besten der Welt, im September erreichte sie ihre höchste Position (Rang 11).
Sie gewann im Einzel sechs WTA-Titel. Bei Grand-Slam-Turnieren erreichte sie zweimal das Halbfinale, 2005 in Paris und 2006 in Melbourne.
Noch erfolgreicher spielte sie Doppel. Mit verschiedenen Partnerinnen gewann sie 17 Titel auf der WTA Tour – 2004 allein sieben an der Seite von Nadja Petrowa, mit der sie 2004 auch Doppel-Weltmeisterin wurde.
Von Anfang an wurde Shaughnessy von Rafael Font de Mora, der selbst Tennisprofi war, trainiert und gemanagt. Mit 14 Jahren zog Shaughnessy in dessen Wohnung, löste sich von ihren geschiedenen Eltern und brach die Schule ab. Als die Eltern davon erfuhren, dass die 17 Jahre alte Tochter eine Beziehung zu ihrem erheblich älteren Trainer hatte, waren sie alles andere als erfreut. Sie wollten aber keinen Gerichtsprozess anstrengen, da sie befürchteten, ihre Tochter würde sich noch mehr von ihnen isolieren.
Die Beziehung zwischen Font de Mora und Shaughnessy, die so eng war, dass dieser aussagte, er würde sogar seine Tennisschule in Tampa, Florida, verkaufen, um seinem Schützling auch in nicht so erfolgreichen Zeiten das Tennisspielen zu ermöglichen, wurde 2002 offiziell für beendet erklärt. Doch kurze Zeit später kehrte Shaughnessy zu ihm zurück – und Font de Mora sollte nur noch ihr Trainer sein.
Shaughnessy, die immer mit ihrem Gewicht zu kämpfen hatte, verbrachte bis zu fünf Stunden täglich im Fitnessstudio und steigerte dabei ihre Muskelmasse um 20 Pfund. Nach eigener Aussage bereitete ihr das Training im Studio sehr viel Spaß.
Sie war zudem Trainingspartnerin der deutschen Nachwuchshoffnung Anna-Lena Grönefeld, mit der sie in de Moras Tennisakademie zusammengearbeitet und auch Turniere bestritten hat. Ihren ersten gemeinsamen Titel holten die beiden im September 2005 beim WTA-Turnier in Bali. Auch Grönefeld wurde eine Beziehung zu Font de Mora nachgesagt.
Ab 2006 wurde Shaughnessy von dem Australier Andrew Florent trainiert. Sie spielte weiterhin Doppel mit Grönefeld, mit der sie das Turnier von Acapulco gewann und 2006 das Halbfinale der Australian Open erreichte. Im Einzel lief es 2006 bis zum Turnier von Acapulco (nur zwei Siege) nicht mehr so gut: Shaughnessy musste in 13 Turnieren elf Erstrundenniederlagen hinnehmen. Mit ihren beiden Turniersiegen in Rabat und Forest Hills kämpfte sie sich jedoch wieder zurück unter die 40 Besten der Welt.
Im Mai 2007 wurde gemeldet, Shaughnessy sei wieder zu Font de Mora zurückgekehrt und die beiden hätten geheiratet.
In der zweiten Jahreshälfte 2008 und der ersten Hälfte 2009 musste sie wegen einer Knieverletzung (Probleme gab es seit Ende 2007) lange aussetzen. Danach bestritt sie acht WTA-Turniere mit mäßigem Erfolg, abgesehen von ihrem 16. Doppeltitel, den sie an der Seite von Virginia Ruano Pascual in Warschau gewann. Ab 2010 trat sie ausschließlich im Doppel an. In Paris sicherte sie sich im Februar 2011 zusammen mit Bethanie Mattek-Sands gegen Wera Duschewina und Jekaterina Makarowa ihren 17. und letzten WTA-Titel. Seit dem Wimbledon-Turnier 2011 ist sie auch im Doppel nicht mehr angetreten.

## Erfolge

### Einzel

#### Turniersiege
| Nr. | Datum              | Turnier      | Kategorie    | Belag           | Finalgegnerin       | Ergebnis      |
| --- | ------------------ | ------------ | ------------ | --------------- | ------------------- | ------------- |
| 1.  | 22. Oktober 2000   | Schanghai    | WTA Tier IVa | Hartplatz       | Iroda Toʻlaganova   | 7:62, 7:5     |
| 2.  | 23. September 2001 | Québec       | WTA Tier III | Teppich (Halle) | Iva Majoli          | 6:1, 6:3      |
| 3.  | 11. Januar 2003    | Canberra     | WTA Tier V   | Hartplatz       | Francesca Schiavone | 6:1, 6:1      |
| 4.  | 21. Mai 2006       | Rabat        | WTA Tier IV  | Sand            | Martina Suchá       | 6:2, 3:6, 6:3 |
| 5.  | 26. August 2006    | Forest Hills | WTA Tier IV  | Hartplatz       | Anna Smaschnowa     | 1:6, 6:0, 6:4 |
| 6.  | 17. Juni 2007      | Barcelona    | WTA Tier IV  | Sand            | Edina Gallovits     | 6:3, 6:2      |

#### Finalteilnahmen
| Nr. | Datum            | Turnier    | Kategorie    | Belag             | Siegerin          | Ergebnis  |
| --- | ---------------- | ---------- | ------------ | ----------------- | ----------------- | --------- |
| 1.  | 6. Mai 2001      | Hamburg    | WTA Tier II  | Sand              | Venus Williams    | 3:6, 0:6  |
| 2.  | 4. März 2001     | Scottsdale | WTA Tier II  | Hartplatz         | Lindsay Davenport | 2:6, 3:6  |
| 3.  | 12. Januar 2002  | Sydney     | WTA Tier II  | Hartplatz         | Martina Hingis    | 2:6, 3:6  |
| 4.  | 19. Februar 2005 | Memphis    | WTA Tier III | Hartplatz (Halle) | Wera Swonarjowa   | 6:73, 2:6 |

### Doppel

#### Turniersiege
| Nr. | Datum              | Turnier                | Belag             | Partnerin              | Finalgegnerinnen                         | Ergebnis       |
| --- | ------------------ | ---------------------- | ----------------- | ---------------------- | ---------------------------------------- | -------------- |
| 1.  | 5. November 2000   | Québec                 | Teppich (Halle)   | Nicole Pratt           | Els Callens Kimberly Po                  | 6:3, 6:4       |
| 2.  | 13. Mai 2001       | Berlin                 | Sand              | Els Callens            | Cara Black Jelena Lichowzewa             | 6:4, 6:3       |
| 3.  | 5. Januar 2002     | Gold Coast             | Hartplatz         | Justine Henin          | Åsa Carlsson Miriam Oremans              | 6:1, 7:66      |
| 4.  | 5. Oktober 2003    | Moskau                 | Teppich (Halle)   | Nadja Petrowa          | Anastassija Myskina Wera Swonarjowa      | 6:3, 6:4       |
| 5.  | 4. April 2004      | Miami                  | Hartplatz         | Nadja Petrowa          | Swetlana Kusnezowa Jelena Lichowzewa     | 6:2, 6:3       |
| 6.  | 11. April 2004     | Amelia Island          | Sand              | Nadja Petrowa          | Myriam Casanova Alicia Molik             | 3:6, 6:2, 7:5  |
| 7.  | 9. Mai 2004        | Berlin                 | Sand              | Nadja Petrowa          | Janette Husárová Conchita Martínez       | 6:2, 2:6, 6:1  |
| 8.  | 16. Mai 2004       | Rom                    | Sand              | Nadja Petrowa          | Virginia Ruano Pascual Paola Suárez      | 2:6, 6:3, 6:3  |
| 9.  | 25. Juli 2004      | Los Angeles            | Hartplatz         | Nadja Petrowa          | Conchita Martínez Virginia Ruano Pascual | 6:72, 6:4, 6:3 |
| 10. | 28. August 2004    | New Haven              | Hartplatz         | Nadja Petrowa          | Martina Navratilova Lisa Raymond         | 6:1, 1:6, 7:64 |
| 11. | 15. November 2004  | WTA Tour Championships | Hartplatz (Halle) | Nadja Petrowa          | Cara Black Rennae Stubbs                 | 7:5, 6:2       |
| 12. | 18. September 2005 | Bali                   | Hartplatz         | Anna-Lena Grönefeld    | Jie Zheng Yan Zi                         | 6:3, 6:3       |
| 13. | 7. Januar 2006     | Gold Coast             | Hartplatz         | Dinara Safina          | Cara Black Rennae Stubbs                 | 6:2, 6:3       |
| 14. | 5. März 2006       | Acapulco               | Sand              | Anna-Lena Grönefeld    | Shinobu Asagoe Emilie Loit               | 6:1, 6:3       |
| 15. | 12. Januar 2007    | Sydney                 | Hartplatz         | Anna-Lena Grönefeld    | Marion Bartoli Meilen Tu                 | 6:3, 3:6, 7:62 |
| 16. | 22. Mai 2010       | Warschau               | Sand              | Virginia Ruano Pascual | Cara Black Yan Zi                        | 6:3, 6:4       |
| 17. | 13. Februar 2011   | Paris                  | Hartplatz (Halle) | Bethanie Mattek-Sands  | Wera Duschewina Jekaterina Makarowa      | 6:4, 6:2       |

## Abschneiden bei Grand-Slam-Turnieren

### Einzel
| Turnier         | 1996 | 1997 | 1998 | 1999 | 2000 | 2001 | 2002 | 2003 | 2004 | 2005 | 2006 | 2007 | 2008 | 2009 | Karriere |
| --------------- | ---- | ---- | ---- | ---- | ---- | ---- | ---- | ---- | ---- | ---- | ---- | ---- | ---- | ---- | -------- |
| Australian Open | —    | —    | 1    | 1    | 2    | 2    | 3    | VF   | 1    | 1    | 1    | 1    | —    | —    | VF       |
| French Open     | —    | —    | —    | 1    | 2    | AF   | 1    | 3    | 3    | 1    | 1    | 2    | —    | —    | AF       |
| Wimbledon       | —    | —    | —    | 2    | 2    | AF   | 2    | 1    | 3    | 2    | 2    | 1    | —    | —    | AF       |
| US Open         | 1    | —    | 1    | 1    | 3    | 3    | 3    | AF   | 1    | 1    | 2    | 2    | —    | 1    | AF       |

Zeichenerklärung: S = Turniersieg; F, HF, VF, AF = Einzug ins Finale / Halbfinale / Viertelfinale / Achtelfinale; 1, 2, 3 = Ausscheiden in der 1. / 2. / 3. Hauptrunde; Q1, Q2, Q3 = Ausscheiden in der 1. / 2. / 3. Runde der Qualifikation; n. a. = nicht ausgetragen

### Doppel
| Turnier         | 1999 | 2000 | 2001 | 2002 | 2003 | 2004 | 2005 | 2006 | 2007 | 2008 | 2009 | 2010 | 2011 | Karriere |
| --------------- | ---- | ---- | ---- | ---- | ---- | ---- | ---- | ---- | ---- | ---- | ---- | ---- | ---- | -------- |
| Australian Open | —    | 2    | VF   | —    | VF   | AF   | —    | HF   | VF   | —    | —    | 1    | VF   | HF       |
| French Open     | AF   | AF   | AF   | —    | 1    | AF   | HF   | 2    | VF   | —    | —    | 1    | 2    | HF       |
| Wimbledon       | 2    | 1    | 1    | AF   | 2    | VF   | VF   | VF   | AF   | —    | —    | 2    | 2    | VF       |
| US Open         | 2    | 2    | 2    | VF   | 1    | 2    | AF   | 2    | VF   | —    | 1    | VF   | —    | VF       |

### Mixed
| Turnier         | 1999 | 2000 | 2001 | 2002 | 2003 | 2004 | 2005 | 2006 | 2007 | 2008 | 2009 | 2010 | 2011 | Karriere |
| --------------- | ---- | ---- | ---- | ---- | ---- | ---- | ---- | ---- | ---- | ---- | ---- | ---- | ---- | -------- |
| Australian Open | —    | —    | HF   | —    | —    | —    | —    | AF   | 1    | —    | —    | —    | VF   | HF       |
| French Open     | —    | AF   | —    | —    | —    | —    | 1    | 1    | VF   | —    | —    | —    | 1    | VF       |
| Wimbledon       | 1    | 1    | 1    | —    | —    | —    | —    | 2    | VF   | —    | —    | —    | AF   | VF       |
| US Open         | —    | —    | 1    | 1    | AF   | —    | 1    | HF   | HF   | —    | —    | —    | —    | HF       |